# Pär Hedberg
Pär Anders Hedberg, född 30 november 1981, är en svensk travtränare och travkusk.
Hedberg var huvudtränare för Stall Palema mellan 2009 och 2019. Stallet, som drivs av Karl-Erik Bender, hade under Hedbergs sista år närmare 30 hästar i träning. Han har tränat hästar som Southwind Feji, Billy Flynn, Aron Palema och Jonathan Palema. Hans hemmabana är Axevalla.

## Karriär
Pär Hedberg började sin travkarriär i början på 2000-talet som lärling hos stortränaren Åke Svanstedt på Axevalla. På senare år har Hedberg tagit egen proffstränarlicens och blivit huvudtränare för Stall Palema. Han har fått stor uppmärksamhet i travets värld med sin egentränade Southwind Feji, som radat upp segrar ett flertal gånger.
Hedberg samarbetar oftast med kuskarna Mikael J. Andersson, Linus Svensson, Erik Adielsson och Johnny Takter.
Under 2018 kvalade kusken Mikael J. Andersson in Hedbergs Dream Night Palema till Europaderbyt Grand Prix l'UET på Vincennesbanan i Paris. I loppet slutade de på åttonde plats.

## Segrar i större lopp
| År   | Lopp                         | Häst        | Kusk                | Lopptyp |
| ---- | ---------------------------- | ----------- | ------------------- | ------- |
| 2016 | Klass I-final, nov           | Aron Palema | Johnny Takter       | -       |
| 2017 | Bronsdivisionens final, maj  | Aron Palema | Åke Svanstedt       | -       |
| 2017 | Silverdivisionens final, aug | Aron Palema | Mikael J. Andersson | -       |